# Parafia św. Michała Archanioła w Giedlarowej
Parafia św. Michała Archanioła w Giedlarowej – parafia rzymskokatolicka, znajdująca się w archidiecezji przemyskiej, w dekanacie Leżajsk I. Erygowana w 1439 roku. Parafię prowadzą księża archidiecezjalni.

## Historia
18 stycznia 1409 dzierżawca krzeszowski Mikołaj wydał przywilej dla Mikołaja Giedlara mieszczanina leżajskiego zezwalający na założenie wsi, która później od jego nazwiska została nazwana Giedlarowa.
W 1439 roku Mikołaj Giedlar, ufundował drewniany kościół, który został poświęcony przez bpa Andrzeja Oporowskiego, pw. św. Michała Archanioła. 18 stycznia 1439 król Władysław Warneńczyk zatwierdził uposażenie kościoła, a parafię przejęli bożogrobcy. Kościół ten został spalony w czasie najazdów wojsk tatarskich pod dowództwem Kantymira Murzy w pierwszej połowie XVII wieku. W 1667 staraniem ks. Mateusza Piotraszewskiego zbudowano murowany kościół, który w 1732 został konsekrowany przez bpa Andrzeja Pruskiego. W 1784 po kasacie zakonów parafię przejęli księża diecezjalni.
W 1909 z powodu złego stanu technicznego kościół został rozebrany. W latach 1909–1912 zbudowano obecny kościół murowany w stylu neogotyckim, który 14 maja 1934 został konsekrowany przez bpa Wojciecha Tomakę.
Na terenie parafii jest 3 285 wiernych (w tym: Giedlarowa – 3 224, ul. Moniuszki w Leżajsku – 61).
Proboszczowie parafii:
1770–1794. ks. Stefan Mirkiewicz CSsSH.
1795–1815. ks. Szymon Lechman.
1815–1829. ks. Jan Kopytko.
1829–1840. ks. Stanisław Frączkowski.
1840–1887. ks. kan. Józef Panek.
1887–1911. ks. kan. Józef Mytkowicz.
1911–1924. ks. Józef Sołtysik.
1924–1925. ks. Antoni Tyczyński (administrator).
1925–1952. ks. kan. Augustyn Cybulski.
1952–1958. ks. Leon Wieprzkowicz (administrator)
1958–1985. ks. prał. Marcin Tunia.
1985–2010. ks. kan. Zbigniew Nowak.
2010– nadal ks. Jan Balicki.